# Безумие (фильм, 1995)
«Безумие» (англ. The Maddening, также известен под названием «Обезумевший») — американский триллер режиссёра Дэнни Хьюстона. Картина является экранизацией произведения Эндрю Найдермана «Подружки». Фильм не выходил в широкий кинопрокат и был выпущен только для домашнего просмотра.

## Сюжет
Домохозяйка Кэти после ссоры с мужем взяла свою маленькую дочь и отправилась на машине к сестре, жившей в другом городе. На бензоколонке она узнает, что до дома сестры можно доехать более коротким путем. По дороге ее автомобиль ломается и она попадает в дом семьи, члены которой страдают психическими расстройствами и берут их в заложники. А мужу Кэти, подозреваемому теперь в убийстве собственной семьи, приходится отложить деловую поездку и отправиться на поиски жены и дочери.

## В ролях
| Актёр          | Роль              |
| -------------- | ----------------- |
| Бёрт Рейнольдс | Рой Скаддер       |
| Энджи Дикинсон | Джорджина Скаддер |
| Миа Сара       | Кэсси Осборн      |
| Кендес Хадсон  | Джилл Скаддер     |
| Брайан Уиммер  | Дэвид Осборн      |
| Кайла Баглевич | Саманта Осборн    |
| Джош Мостел    | Чики Росс         |

## Критика
Обозреватель Entertainment Weekly Дж. Р. Тейлор резко негативно оценил творение Хьюстона: «Помимо превращения прилагательного в существительное, этот фильм в основном известен как первая полнометражная работа Бёрта Рейнольдса, снятая непосредственно для видео, также демонстрирующая его худший парик с середины 80-х». Также Тейлор отмечает, что Рейнольдс вряд ли бы согласился сняться в продукте столь плохого качества, если бы ему не понадобились деньги на громкий бракоразводный процесс с Лони Андерсон. TV Guide критикует слабую работу режиссёра и плохой сценарий, но при этом добавляет, что даже в таком проходном кино Рейнольдс и Дикинсон сохраняют достойный уровень актёрской игры. По мнению же Михаила Иванова, автора русскоязычной версии журнала Time Out, это «неплохой триллер, который заставит вас попереживать».